# Diana Dell'Erba
Diana Dell'Erba (Torino, 30 luglio 1982) è un'attrice e regista italiana.
Formatasi con l’attore e regista senegalese Mamadou Dioume, allievo del regista britannico Peter Brook, debutta nel mondo del cinema, nel 2004, nel film  The Tulse Luper Suitcases, Part 2: Vaux to the Sea di Peter Greenaway.  Nel 2010 è nel cast del film italiano Rasputin, nel ruolo della Zarina Aleksandra Fëdorovna Romanova. Nel 2014 interpreta "Passione" nel film italiano Il mistero di Dante.
Si laurea in Sociologia con una tesi dal titolo "Donne alla macchina da presa. Uno sguardo di genere sulla regia" preludio della sua opera prima che la vede nel 2014 debuttare alla regia con Registe, un film-documentario sulla regia firmata al femminile con Maria de Medeiros, Lina Wertmüller, Cecilia Mangini e alcune delle maggiori registe cinematografiche italiane. Nel 2017 la si vede protagonista femminile nel film internazionale The Broken Key. Tra il 2020 e il 2023, dopo essere diventata mamma, si dedica a vari progetti a favore del parto rispettato e consapevole, di fianco all'ostetrica e scrittrice bestsellerista Verena Schmid. Nel 2024 torna alla regia firmando il mediometraggio "Beata Beatrix" e l'opera in virtual reality "Ophelia", entrambi sulla figura della iconica musa preraffaellita Elizabeth Siddal. Sempre nel 2024 recita di fianco all'attore Harvey Keitel nel film "Milarepa".

## Filmografia

### Attrice

#### Cinema
- The Tulse Luper Suitcases, Part 2: Vaux to the Sea, regia di Peter Greenaway (2004)
- Hans, regia di Louis Nero (2006)
- La rabbia, regia di Louis Nero (2008)
- Vincere, regia di Marco Bellocchio (2009)
- Pepe nel latte, regia di Roberto Miali (2009)
- Il sorteggio, regia di Giacomo Campiotti (2010)
- Rasputin, regia di Louis Nero (2011)
- Il mistero di Dante, regia di Louis Nero (2013)
- The Broken Key, regia di Louis Nero (2017)
- Olos, regia di Daniele Baldacci (2018)
- L'uomo che disegnò Dio, regia di Franco Nero (2022)
- Vorticale, regia di Matteo Esposito (2023)
- Beata Beatrix, regia di Diana Del'Erba (2023)
- The Leopard, regia di Laura Luchetti (2023)
- Milarepa, regia di Louis Nero (2025)

#### Teatro
- Il segreto di Shakespeare, regia Mamadou Dioume (2014)

#### Video Musicali
- Snake Love" del gruppo N.A.M.B., regia Riccardo Struchil (2006)
- In the clouds" di Tja (2021)
- It's Just A Game To You" di Malcolm Mafei, regia Blake Russ (2024)

### Regista
- Registe (2014)
- Beata Beatrix (2023)
- Ophelia (2023)

### Premi
- Seguso Award 2022
- Migliore attrice cortometraggi per Beata Beatrix alla 28° edizione del Terra di Siena Film Festival – 2024